# 호타카정
호타카정(穂高町)은 나가노현 미나미아즈미군에 존재했던 정이다. 현재의 아즈미노시 북서부에 해당한다.

## 역사
- 1878년 8월 21일 - 히가시호타카촌이 나가노현에 소속되었다.
- 1889년 4월 1일 - 정촌제 시행과 함께 히가시호타카촌 단독으로 자치체를 형성하였다.
- 1921년 7월 1일 - 정으로 승격과 동시에 호타카정으로 개칭되었다.
- 2005년 10월 1일 - 도요시나정, 호리가네촌, 미사토촌, 아카시나정과 합병해 아즈미노시가 성립하였다. 동일 호타카정은 폐지되었다.

## 교통

### 철도
- 동일본 여객철도
  - 오오이토 선
  - 시노노이 선

### 도로
- 국도 147호선